# 부남초등학교 (전북)
부남초등학교(富南初等學校)는 대한민국 전북특별자치도 무주군 부남면에 있는 공립 초등학교이다. 부남중학교와 함께 위치하고 있다.

## 학교 연혁
- 1922.6.1 부남공립보통학교 개교
- 1938.4.1 명칭 변경(부남제1공립심상소학교)
- 1941.4.1 명칭 변경(부남공립국민학교)
- 1981.2.5 병설유치원 개원
- 1982.11.17 초·중 병설학교 인가
- 1983.12.1 벽지학교 지정("라"지역)
- 1984.3.1 급식학교 지정
- 1996.3.1 부남초등학교로 개칭
- 2000.9.1 제33대 박태서 교장 부임
- 2001.3.1 초·중 통합학교 운영(초대 박태서 교장 부임)
- 2013.9.1 초·중 통합학교(김유관 교장 부임)
- 2014. 2. 12 유치원 제33회 5명 (총 563명) 졸업
- 2014. 2. 12 초등학교 제87회 4명 (총 2,513명) 졸업

## 참고 자료
- 부남초등학교 - 한국교육학술정보원 학교알리미